# Davorin Kračun
Davorin Kračun (* 31. října 1950, Maribor) je slovinský politik a ekonom.

## Životopis
Narodil se v Mariboru, v roce 1974 dokončil vysokoškolské studium ekonomie v Mariboru, na Univerzitě v Záhřebu pak v roce 1978 obdržel titul magistra a v roce 1981 doktorát.
V roce 1974 začal působit na Vysoké škole ekonomicko-obchodní (dnes součást Univerzity v Mariboru jako samostatná fakulta) jako asistent. V roce 1982 obdržel docenturu, v roce 1987 mimořádnou profesuru a v roce 1995 řádnou profesuru. V letech 1983 až 1987 byl proděkanem fakulty. Ve slovinské vládě zastával funkce ministra pro plánování (1992–1993), ministra ekonomických záležitostí a rozvoje a místopředsedy vlády (1993–1995) a ministra zahraničních věcí (1996–1997). Mimo jiné byl předsedou ekonomické rady vlády (1995–1997), člen rady slovinské centrální banky (1986–1991) a členem správní rady Slovinské obchodní komory (1988–1992).
V letech 1997 až 2000 byl předsedou dozorčí rady Nové kreditní banky Maribor a společnosti Terme Maribor. V období let 2000–2004 byl mimořádným a zplnomocněným velvyslancem Republiky Slovinsko ve Spojených státech amerických. Po návratu začal opět působit na Univerzitě v Mariboru, kde je vedoucím katedry politické ekonomie.
Je autorem či spoluautorem více než čtyři sta publikací. Patří mezi spoluzakladatele Institutu pro ekonomickou diagnózu a prognózu.